# Ansfelden
Ansfelden este un oraș în Austria Superioară, situat la 289 metri peste nivelul mării, cu o populație de aproximativ 15.300 locuitori. Râurile Traun și Krems trec prin Ansfelden. Orașul este faimos ca loc de naștere al compozitorului Anton Bruckner.
Ansfelden are două muzee: Muzeul Anton Bruckner și un muzeu de instrumente muzicale.